# Бохеман, Карл Хенрик
Карл Хенрик Бохеман (швед. Carl Henrik Boheman; 10 июля 1796, Йёнчёпинг — 2 ноября 1868, Стокгольм) — шведский энтомолог.

## Биография
Бохеман поступил в 1812 году в Лундский университет, где начал изучение юриспруденции. Уже через год он выбрал военную карьеру и принял участие в 1814 году в походе против Норвегии. В 1837 году он получил звание капитана.
Своё внеслужебное время Бохеман использовал преимущественно для научных экскурсий, в которых его сопровождали более молодые исследователи. В течение 30 лет он собирал обширную коллекцию насекомых, которую он объединил позже с коллекцией Шведского музея естествознания. Его научная слава стала такой широкой, что с 1837 года ему предложили руководящую работу в музее. В 1838 году Шведская академия наук избрала его своим членом, а в 1841 году — присвоила ему степень профессора.

## Труды
- Årsberättelser om framstegen i insekternas, myriapodernas och arachnidernas naturalhistoria för 1840-56 (1843-1859)
- Nya svenska homoptera beskrifna (1847)
- Insecta Caffrariæ (1848-1857)
- Bidrag till Gottlands insektfauna (1850)
- Monographia cassididarum I-IV (1850—1862)
- Entomologiska anteckningar under en resa i södra Sverige 1851 (1852)
- Catalogue of Coleopterous Insects in the Collection of the British Museum. Part IX. Cassididæ (1856)